# Sakis Rouvas
Sakis Rouvas (grško Σάκης Ρουβάς), grški pevec, igralec, atlet in fotomodel; * 5. januar 1972, otok Krf, Grčija.
Sakis Rouvas je v domovini prodal okoli 1,5 milijona svojih plošč, v svetu pa dvakrat toliko. V Evropi je postal znan predvsem po letu 2004, ko je na Pesmi Evrovizije predstavljal Grčijo in veljal za enega od favoritov. Na koncu je s pesmijo Shake it! zasedel tretje mesto. 
Leta 2006 je vodil Pesem Evrovizije, ki je potekala v Atenah. 
Grška radio-televizija je Sakisa določila za predstavnika države na Pesmi Evrovizije leta 2009. Uvrščen je bil v finale, kjer je s pesmijo »This is our night« zasedel 7. mesto s 120. zbranimi točkami.

## Diskografija

### Albumi
- Sakis Rouvas (1991)
- Min antistekesai (1992)
- Gia sena (1993)
- Tora arxizoun ta duskola (1996)
- Kati apo mena (1998)
- 21os Aktallilos (2000)
- Ola kala (2002)
- Remixes (2003)
- To xrono stamatao (2004)
- S´exo eroteuthei (2005)

### Singli
- Disco Girl (2001)
- Ola kala (2002)
- Pes tis (2003)
- Shake it! (2004)